# Marko Vincenc Lipold

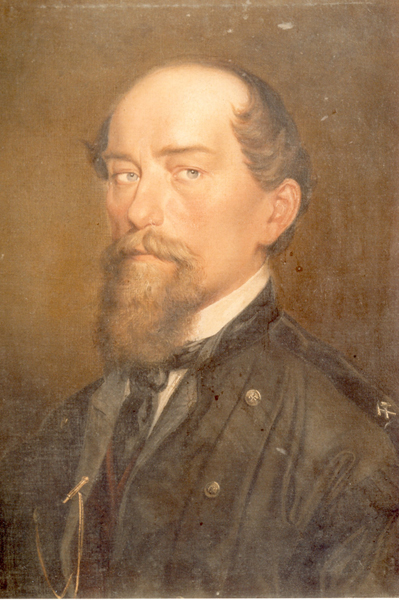
Marko Vincenc Lipold

Marko Vincenc Lipold (* 19. Januar 1816 in Praßberg, Untersteiermark, heute Slowenien; † 22. April 1883 in Idria, Unterkrain, heute Slowenien) war Montanist und Geologe.
Lipold studierte Philosophie und Jus an der Universität Graz, dann an der Bergakademie Schemnitz. 1841 bis 1844 arbeitete er an der geologischen Aufnahme für die Tiroler geognostische montanistische Gesellschaft und wurde schließlich Schachtmeister in Hall in Tirol.
1843 führte er im Karwendelgebirges zahlreiche Höhenmessungen durch, in deren Zuge er etliche Erstbesteigungen vornahm.
Ab 1849 war er Mitarbeiter der im gleichen Jahr gegründeten k.k. geologischen Reichsanstalt in Wien. 1853 beginnt diese mit den Arbeiten des Chefgeologen Lipold und seiner Hilfsgeologen Dionýs Štúr und Carl Ferdinand Peters die erste grundlegende Erforschung des Tauernfensters. Ab 1867 war Lipold Direktor des Quecksilberbergwerks in Idrija. Im Jahr 1874 veröffentlicht er eine geologische Karte der Umgebung von Idrija mit ihrem Erläuterungstext.

## Erstbesteigungen
- Großer Löffler
- Speckkarspitze
- Pleisenspitze
- Große Riedlkarspitze
- Lamsenspitze
- Laliderer Falk
- Gamsjoch
- Sonnjoch
- Rauer Knöll